# كليفورد بنجامين بيترسون
كليفورد بنجامين بيترسون هو سياسي كندي، ولد في 20 يونيو 1905، وتوفي في 5 يوليو 1979. انتخب عضو المجلس التشريعي في ساسكاتشوان ‏.